# Geschiedenis van het voetbal
Over de geschiedenis van het voetbal wordt al heel lang gedebatteerd. Omdat het wereldwijd een populaire sport is wordt de oorsprong ervan door verschillende landen opgeëist. Het staat vast dat de sport zoals die in de 21ste eeuw gespeeld wordt, is ontstaan in Groot-Brittannië.

## Vroegste vormen van voetbal
Het is onduidelijk wanneer en waar er voor het eerst voetbal werd gespeeld. Historici vonden in bronnen van over de hele wereld aanwijzingen die erop zouden wijzen dat de mens reeds lang voor de 19de eeuw voetbalachtige spellen speelde. Zo zou er in het China van de derde eeuw v.C. reeds een soort voetbal zijn gespeeld (cuju) waarbij het de bedoeling was om een leren bal, gevuld met veren, in het net van de tegenstander te krijgen. Ook bij de Romeinen en Oude Grieken zouden er reeds soorten voetbal hebben bestaan. Tijdens de Middeleeuwen speelde men in Engeland dan weer voetbal met een opgeblazen varkensblaas. Dit spel werd zo populair dat er in de dertiende eeuw een totaalverbod op kwam. De heersende klasse vond dat dit voetbalspel te veel afleidde van belangrijkere zaken.

## De vroege 19de eeuw
In de eeuwen die volgden bleef men over de hele wereld met een bal spelen. Zo ook in Engeland, waar sinds de industriële revolutie vooral jonge mannen uit de arbeidersklasse veel plezier aan het spelletje beleefden. Het zorgde voor plezier en sociale contacten en dit konden de arbeiders wel gebruiken in hun vrije tijd bij de destijds gebruikelijke zesdaagse werkweek. Toch was er in die beginperiode een gebrek aan uniforme regels en een goede arbitrage. Dit leidde ertoe dat menig voetbalspel eindigde in geruzie en soms zelfs in vechtpartijen. Er bestond nog geen regel die vastlegde dat er slechts 22 spelers op het veld mochten staan. Aan sommige wedstrijden namen dan ook meer dan honderd mensen deel. In dergelijke omstandigheden is het niet vreemd dat wedstrijden vaak ontaarden in schoppen en vechten. De Engelse overheid zag zich zelfs genoodzaakt om in 1830 een zogenaamde highway act aan te nemen die ervoor zou zorgen dat wie op grote schaal voetbal speelde op een grote weg hiervoor een boete kon krijgen.

## Voetbal als schoolsport
Later in de 19e eeuw rees door de toenemende populariteit van diverse sporten onder de bevolking een sterke behoefte aan regulering. Groot-Brittannië liep hierin voorop. Door die regulering ontstond bijvoorbeeld ook het hedendaagse boksen en ook snelwandelen ter onderscheiding van hardlopen, en deed ook een belangrijk begrip als fair play zijn intrede.
Voetbal begon als een sport voor de arbeiders, maar dit veranderde toen het spelletje populair werd onder de elitaire studenten van prestigieuze privé-scholen zoals Cambridge en Oxford. Er werd op deze scholen al een tijdje voetbal gespeeld, maar vanaf het midden van de negentiende eeuw ging het snel. Voetbal begon immers in deze studentikoze kringen haar huidige vorm te krijgen. De scholen zagen in deze sport een uitstekende manier om hun studenten in goeie conditie te houden. "Een gezonde geest in een gezond lichaam" was er al eeuwen de leuze.
Nu het spel steeds populairder werd, ontstond ook de behoefte om regels te creëren. De eerste echte regels zouden in 1815 en 1825 te Eton en Aldenham zijn vastgelegd. Een van deze regels was de buitenspelregel, nog steeds een van de basisregels van het spel. Een verdere regularisering van het spel gebeurde op het Cambridge-college, waar de studenten in 1848 op het idee kwamen een reglement op te stellen. Hier werden belangrijke regels omtrent ingooien, uittrappen en de bescherming van de doelman vastgelegd, die in latere tijden vrijwel niet aangepast zijn.
Het enige probleem met al die regels was dat iedere school zo haar eigen regels had. Dit was vooral lastig wanneer twee verschillende scholen het tegen elkaar opnamen. Dit 'probleem' loste men op door in zo'n partij de regels van de thuisspelende ploeg te volgen. Toch waren de verschillen in regels tussen de scholen soms zo groot dat een onderlinge wedstrijd niet mogelijk was. Zo mocht een speler in sommige regels zelfs de bal met de hand dragen. Hieruit zou zich uiteindelijk de sport rugby ontwikkelen. Voetbal kwam voort uit de variant van het spel waarbij men enkel de voeten mocht gebruiken.

## Football Association
Door technologische vooruitgang in het transport werden in de jaren veertig van de negentiende eeuw meer en meer wedstrijden gespeeld tussen scholen en teams vanuit verschillende delen van het land. Voetbal raakte op die manier nog meer verspreid en won steeds meer aan populariteit. Hoewel de sport van een arbeiderssport was geëvolueerd in een elitesport zouden deze laatste spoedig hun sport terug opeisen.
In 1850 nam de Britse regering immers de Factory Act aan, een wet die ervoor moest zorgen dat de lange werkdagen van kinderen voortaan zouden beperkt worden. Hierdoor kregen de Britse kinderen ineens veel meer vrije tijd waarin ze dus ook voetbal konden spelen. Dit zette een beweging in gang die zou leiden tot de mondiale sportbeleving die we vandaag de dag kennen. Die kinderen die op jonge leeftijd voetbal begonnen spelen behielden immers hun hele leven lang de liefde voor de sport en gaven het weer door aan hun kinderen. Zij waren het ook, die wanneer ze opgroeiden, de eerste spelers zouden worden van de eerste professionele teams. En wat is een professioneel team nu zonder fans? Wie opgroeide met voetbal, maar er zelf niet zijn brood mee verdiende supporterde natuurlijk voor het plaatselijke team. Voetbal begon hiermee midden jaren 50 van de 19de eeuw aan haar opmars.
De officiële voetbalgeschiedenis begint in 1863 toen de Football Association werd opgericht in Engeland. Die maakte gebruik van de in 1848 vastgelegde Cambridge regels. De grote privéscholen sloten zich bij de organisatie aan. De Britten brachten ondertussen het voetbal naar andere delen van de wereld.

## Professioneel voetbal
Met de komst van de Football Association begon de professionalisering van het voetbal toe te nemen. Clubs werden opgericht en  spelers werden in dienst genomen. Betaald voetbal werd in 1885 door de Football Association geaccepteerd. Met de komst van de eerste echte competitie voor de Football Association Challenge Cup in 1871 en de vorming van een Football League waarin de topclubs tegen elkaar streden in 1888 maakte de voetballerij compleet. De sport werd populair  over de hele wereld en in 1904 werd de FIFA opgericht en ontstond er een internationale competitie.